# Fernando Marqués
José Fernando Marqués Martínez, deportivamente conocido como Fernando Marqués (Madrid, 4 de diciembre de 1984), es un futbolista español. Actualmente, se encuentra jugando en 1K, en la Kings League 

## Trayectoria
Se formó en las categorías inferiores del Rayo Vallecano y la temporada 2002/03, con 17 años, debutó en Primera División. Fue el 14 de septiembre de 2002, ante el Málaga CF. En total, en esa campaña -que terminó con el descenso del Rayo- participó en nueve encuentros. Ese año también empezó a ser noticia fuera del campo, protagonizando algunos incidentes como una bronca y agresión a su compañero Javier Dorado.
La temporada 2003/04, en Segunda División, dispuso de mayores oportunidades, jugando 25 partidos en los que anotó dos goles. No obstante, ante sus problemas de disciplina, el club llegó a ponerle en manos de un psicólogo deportivo, aunque el futbolista se negó a seguir con la terapia. La temporada terminó con un nuevo descenso del club vallecano, aunque Marqués pudo regresar a Primera al firmar con el Racing de Santander.
En el club cántabro protagonizó varios actos de indisciplina, por lo que fue cedido durante la segunda vuelta al Atlético de Madrid B, donde gozó de mayor continuidad. Aunque los madrileños tenían una opción de compra sobre el jugador, finalmente desestimaron su contratación por su elevado coste, 600.000 euros.
Regresó al Racing la temporada 2005/06, como una apuesta personal del técnico Manolo Preciado, quien le dio la titularidad en los primeros partidos de liga. Sin embargo, pocas semanas después de iniciarse la temporada, volvió a protagonizar varios escándalos fuera de los terrenos de juego. A finales de septiembre de 2005 se negó a pasar un control un control rutinario de peso, encarándose con el cuerpo técnico. Por este motivo fue multado económicamente por el club, aunque la negativa del jugador a abonar el castigo le llevó a ser suspendido durante 15 días de empleo y sueldo. Posteriormente, tuvo una trifulca durante un entrenamiento con su compañero José Moratón, al que agredió con un puñetazo, por lo que fue nuevamente suspendido. Y en enero de 2006 fue detenido por circular en dirección contraria y estrellar su coche en el centro de Santander, dando positivo en la prueba de alcoholemia.
Dado el carácter conflictivo del jugador y su escaso rendimiento deportivo -sólo cinco encuentros en año y medio en Santander- el Racing optó por cederlo al Atlético de Madrid en el mercado de invierno de la temporada 2005/06. Empezó jugando en el filial colchonero, gozando de la confianza del técnico Pepe Murcia. Cuando este tomó las riendas del primer equipo, en el tramo final de la temporada, le dio a Marqués la oportunidad de defender la camiseta rojiblanca en algunos partidos de Primera División.
Finalizada su cesión y tras obtener la carta de libertad del Racing, firmó por tres años con el CD Castellón, de Segunda División. Sin embargo, una semana después de iniciarse el campeonato de liga y tras serle recriminada su actitud en los entrenamientos por el técnico, Pepe Moré, Marqués alegó un ataque de ansiedad para abandonar el club albinegro.
A finales de diciembre de 2006 regresó al Atlético de Madrid B, firmando hasta final de temporada aunque en esta tercera etapa con el filial colchonero apenas gozó de oportunidades para jugar. Paradójicamente, sí tuvo oportunidades de jugar en el primer equipo de Primera División, ya que Javier Aguirre le alineó en un par de encuentros por falta de efectivos. Sin embargo, sus nuevos actos de indisciplina acabaron provocando la salida del jugador al término de la temporada.
En diciembre de 2007 se incorporó al Iraklis FC griego, donde destacó durante dos temporadas. Finalizado su contrato, recibió una propuesta del Celtic de Glasgow, aunque finalmente el futbolista no se presentó a las pruebas. Desoyó también el interés del Panathinaikos para seguir en Grecia y prefirió regresar a España para someterse a un período de prueba en el RCD Espanyol. Tras convencer al técnico Mauricio Pochettino en varios amistosos, el 26 de agosto de 2009 firmó por una temporada con el club catalán. Pero una vez finalizó su contrato con el Espanyol decidió no renovar su contrato con el club.
En 2015, después de un breve paso por el club estadounidense New York Cosmos firma un nuevo contrato profesional con el club español C.D. Guadalajara que le mantendrá ligado a éste durante la temporada 2015-2016.

## Selección nacional
En 2003 disputó un encuentro con la selección sub-20 de España.

## Clubes
| Club                          | País    | Año       |
| ----------------------------- | ------- | --------- |
| Rayo Vallecano B              | España  | 2001-2002 |
| Rayo Vallecano                | España  | 2002-2004 |
| Racing de Santander           | España  | 2004      |
| Atlético de Madrid B (cedido) | España  | 2005      |
| Racing de Santander           | España  | 2005-2006 |
| Atlético de Madrid B (cedido) | España  | 2006      |
| Atlético de Madrid (cedido)   | España  | 2006      |
| CD Castellón                  | España  | 2006      |
| Atlético de Madrid B          | España  | 2006-2007 |
| Atlético de Madrid            | España  | 2007      |
| Iraklis Salónica              | Grecia  | 2007-2009 |
| RCD Espanyol                  | España  | 2009-2010 |
| Parma FC                      | Italia  | 2010-2015 |
| New York Cosmos               | EE. UU. | 2015      |
| C. D. Guadalajara             | España  | 2015-2016 |
| DAV Santa Ana                 | España  | 2018-2019 |
| Alcobendas Sport              | España  | 2020      |